# Блюм, Гилад
Гила́д Блюм (ивр. גלעד בלום‎, англ. Gilad Bloom; род. 1 марта 1967 в Тель-Авиве) — израильский профессиональный теннисист и тренер. Победитель четырёх турниров в парном разряде, многократный чемпион Израиля в одиночном и парном разрядах.

## Спортивная карьера
Гилад Блюм начал заниматься теннисом в девять лет; его постоянным тренером стал Шломо Цореф. В 1983 году Блюм принял участие в своём первом профессиональном теннисном турнире, «челленджере» в Ашкелоне. В следующем году он впервые принял участие в турнире Гран-При в Тель-Авиве. В 1985 году в первом круге этого же турнира, занимая место в конце пятой сотни рейтинга АТР, нанёс поражение одному из ведущих теннисистов Израиля Шломо Гликштейну. В 1984 и 1985 годах становился чемпионом Израиля среди юниоров.
С 1986 года Блюм регулярно выступает в профессиональных турнирах. В июне проводит свою первую игру за сборную Израиля в Кубке Дэвиса, в том же месяце выигрывает свой первый «челленджер» в парах в Бергене (Норвегия), а в июле выходит в свой первый одиночный финал в турнире этого же класса в Новом Ульме (ФРГ).
В 1987 году Блюм выиграл два турнира Гран-При. Сначала с соотечественником Шахаром Перкиссом они победили в Тель-Авиве, став единственной израильской парой, победившей на этом турнире, а месяц спустя с испанцем Хавьером Санчесом — в Сан-Пауло. В этом году в Эшториле Блюм выигрывает свой первый «челленджер» и в одиночном разряде. На Олимпиаде 1988 года в Сеуле он представляет Израиль и в одиночном разряде (проиграл в первом круге), и в парах (с Амосом Мансдорфом, проиграли во втором круге).
В 1989 году Блюм пробивается в свой первый финал турнира Гран-При. Занимая 181 строчку в рейтинге, он победил во втором круге 29-ю ракетку мира Кристо ван Ренсбурга, а в финале взял первый сет у Джимми Коннорса, но в итоге не смог справиться с 13-й ракеткой мира.
В начале 1990 года Блюм впервые входит в сотню лучших теннисистов мира в одиночном разряде. В течение года он доходит до финала турнира мировой серии АТР в Манчестере, где уступает 21-й ракетке мира Питу Сампрасу, и до четвёртого круга Открытого чемпионата США, где проигрывает третьей ракетке мира Ивану Лендлу; это стало его высшим достижением в турнирах Большого шлема в одиночном разряде. После этого успеха, двух побед в Кубке Дэвиса над теннисистами КНР и выхода в полуфинал Открытого чемпионата Тель-Авива он поднимается в октябре до самой высокой в одиночной карьере 61-й строчки рейтинга. В начале года в Окленде он также выходит в третий в карьере финал в парном разряде.
Весной 1991 года Блюм выигрывает ещё два турнира АТР в парах (в том числе во второй раз с Хавьером Санчесом в Умаге) и в последний раз выходит в финал турнира АТР в одиночном разряде. На следующий год он добивается своего наибольшего успеха в турнирах Большого шлема в парном разряде, пробившись в четвертьфинал Открытого чемпионата Австралии, где он и его партнёр Пол Уэкеса из Кении проиграли в четырёх сетах будущим чемпионам Скотту Дэвису и Дэвиду Пейту. После этого он поднимается на 62 место в рейтинге среди парных игроков, высшее в его парной карьере. На Олимпиаде в Барселоне он участвует в соревнованиях в одиночном разряде и доходит до второго круга, где проигрывает первой ракетке мира Джиму Курье.
Гилад Блюм завершил выступления в профессиональных теннисных турнирах в 1995 году. После этого он занялся тренерской работой и в данный момент возглавляет теннисную академию в Нью-Йорке.

## Участие в финалах турниров АТР (8)
| Легенда                     |
| Турниры Большого шлема (0)  |
| Кубок Мастерс (0)           |
| ATP Masters (0)             |
| ATP Championship Series (0) |
| ATP-тур (5)                 |
| Гран-при (3)                |

### Одиночный разряд (3)

#### Поражения (3)
| №  | Дата        | Турнир                                        | Покрытие | Соперник в финале | Счёт в финале |
| 1. | 16 окт 1989 | Открытый чемпионат Тель-Авива, Израиль        | Хард     | Джимми Коннорс    | 6–2, 2–6, 1–6 |
| 2. | 18 июн 1990 | Открытый чемпионат Манчестера, Великобритания | Трава    | Пит Сампрас       | 6–7, 6–7      |
| 3. | 22 апр 1991 | Сингапур                                      | Хард     | Ян Симеринк       | 4–6, 3–6      |

### Парный разряд (5)

#### Победы (4)
| №  | Дата        | Турнир                                 | Покрытие | Партнёр       | Соперники в финале            | Счёт в финале |
| 1. | 12 окт 1987 | Открытый чемпионат Тель-Авива, Израиль | Хард     | Шахар Перкисс | Хуб ван Буккел Вольфганг Попп | 6–2, 6–4      |
| 2. | 9 ноя 1987  | Сан-Паулу, Бразилия                    | Хард     | Хавьер Санчес | Томас Карбонелл Серхио Касаль | 6–3, 6–7, 6–4 |
| 3. | 15 апр 1991 | KAL Cup Korea Open, Сеул               | Хард     | Алекс Антонич | Кент Киннэр Свен Салумаа      | 7–6, 6–1      |
| 4. | 13 мая 1991 | Открытый чемпионат Югославии, Умаг     | Грунт    | Хавьер Санчес | Ричи Ренеберг Дэвид Уитон     | 7–6, 2–6, 6–1 |

#### Поражения (1)
| №  | Дата       | Турнир                                | Покрытие | Партнёр       | Соперники в финале           | Счёт в финале |
| 1. | 8 янв 1990 | Heineken Open, Окленд, Новая Зеландия | Хард     | Пауль Хархёйс | Келли Джонс Роберт ван'т Хоф | 6–7, 0–6      |